# Stachytarpheta fruticosa
Espèce
Classification phylogénétique
Stachytarpheta fruticosa est un arbrisseau ou un sous-arbrisseau de la famille des Verbénacées originaire des Caraïbes.

## Description
- Arbrisseau atteignant une hauteur de 2 mètres.
- Feuilles ovales, légèrement crénelées ou dentées, opposées.
- Floraison pendant plusieurs mois.
- Inflorescence pouvant atteindre 50 centimètres de long avec un petit groupe de fleurs[2].

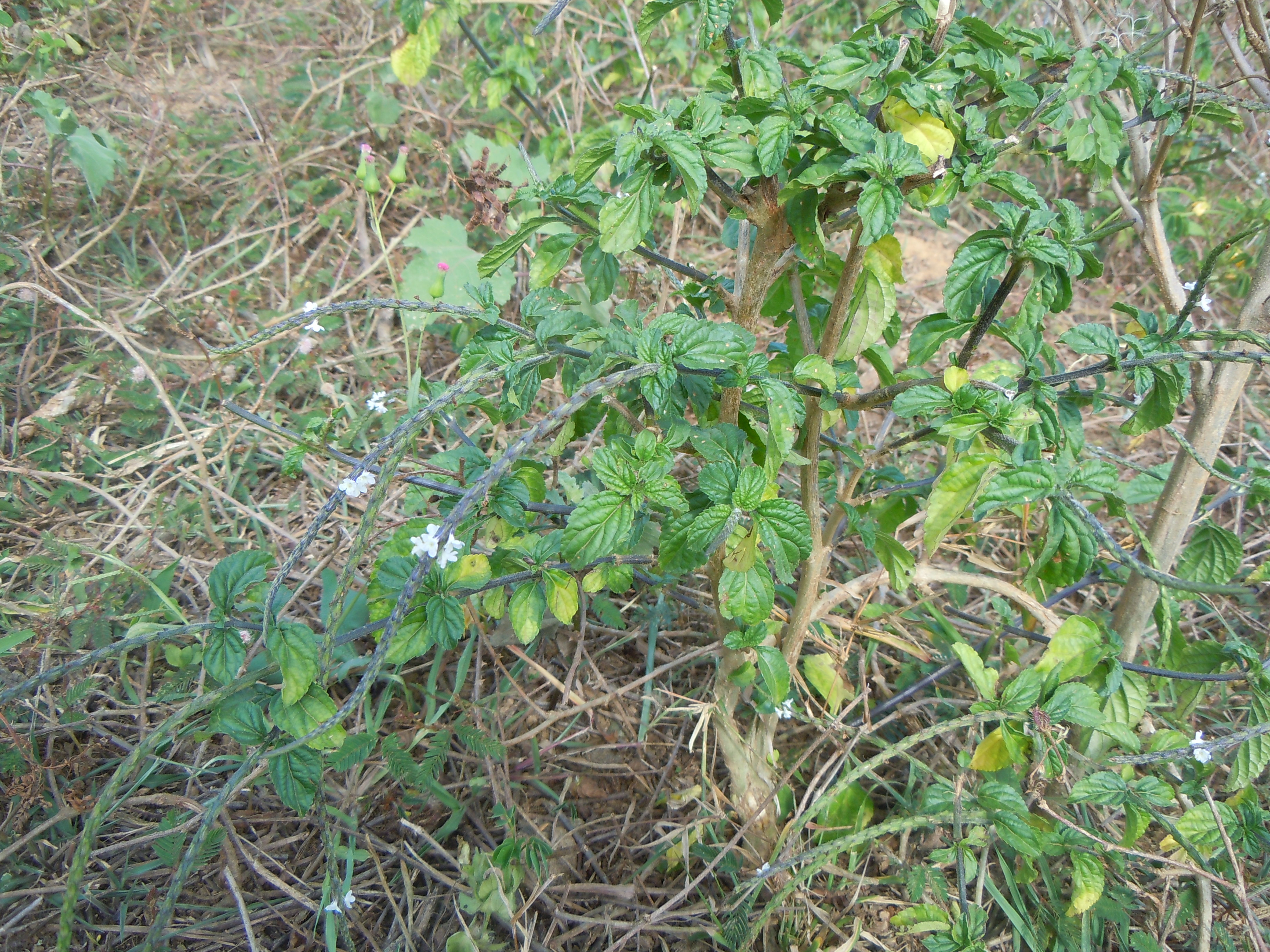
Vue de la plante à Cuba.

## Répartition
Savanes et zones perturbées des Bahamas et de Cuba